# Джон Гоуп Франклін
Джон Гоуп Франклін (англ. John Hope Franklin; 2 січня 1915 — 25 березня 2009) — відомий американський історик і борець за права негритянського населення, піонер афроамериканских досліджень в історичній науці.
Найвідоміша праця Франкліна, «Від рабства до свободи: історія афроамериканців», був видана в 1947 році і досі вважається найґрунтовнішим оглядом історії американських негрів. У 1995 році Франклін був нагороджений Президентською медаллю свободи — вищою цивільною нагородою США. У 2006 році він отримав престижну історичну премію Клюге.
Крім історичних досліджень, Франклін брав активну участь в суспільному русі за права чорної меншини. Разом з Тургудом Маршаллом, що пізніше став першим чорношкірим членом Верховного суду, Франклін в 1950-х роках працював над справою «Браун проти Ради з освіти», що привело до заборони сегрегації в державних середніх школах.
В період адміністрації Білл Клінтона Франклін став керівником програми «Одна Америка» (One America Initiative), направленої на розвиток відносин між расовими групами в США.